# 베르사유 대학교
베르사유 대학교(프랑스어: Université de Versailles-Saint-Quentin-en-Yvelines, 약칭 UVSQ)는 프랑스의 대학이다.
1991년에 설립된 프랑스의 신규 대학 8개 중 하나이며 베르사유에 위치하고 있다. 2014년에 설립된 파리-사클레 대학의 창립멤버이다.